# Anatis rathvoni
Anatis rathvoni — вид божьих коровок из подсемейства Coccinellinae.

## Таксономия
Этот вид был впервые описан в 1852 году Джоном Лоуренсом ЛеКонте под названием Myzia rathvoni. Сакраменто, штат Калифорния, был признан типовым местом. Видовой эпитет присвоен в честь Саймона Снайдера Ратвона. Вид был переведен в род Anatis в 1873 году Джорджем Робертом Кротчем.

## Внешний вид и строение
Жук с овальным, удлиненным, выпуклым телом длиной от 7,5 до 10,2 мм и шириной от 6,5 до 9 мм. Переднеспинка черная с беловатыми отметинами, но ее боковые края всегда остаются светлыми. Фон надкрылий может варьировать от желтого до коричнево-красного. На этом фоне имеются мелкие черные пятна, которые могут быть нечетко ярко очерчены, а могут и вовсе исчезнуть. Боковые края надкрылий сильно уплощены и перед серединой их длины угловато загнуты. Передняя часть груди сильно выпуклая посередине. Ноги средней и задней пар имеют на голенях по две шпоры. Лапки имеют крупные зубцы у основания.

## Экология и распространение
Эти насекомые обитают в лесах и лесных массивах. Живут на деревьях, особенно хвойных. Их часто можно встретить на соснах. Охотятся на насекомых с мягкими покровами, в том числе на тлей, гусениц и ложногусениц.
Неарктический вид, распространенный от Британской Колумбии и Альберты через Вашингтон, Орегон и Айдахо до Невады и Калифорнии.